# Афанасьевское сельское поселение (Белгородская область)
Афанасьевское сельское поселение — упразднённое сельское поселение в Алексеевском районе Белгородской области.
Административный центр — село Афанасьевка.
Упразднено 19 апреля 2018 с преобразованием Алексеевского муниципального района в Алексеевский городской округ.

## Население
| 2010  | 2011  | 2012  | 2013  | 2014  | 2015  | 2016  |
| ----- | ----- | ----- | ----- | ----- | ----- | ----- |
| 1265  | ↘1261 | ↘1246 | ↘1211 | ↘1189 | ↘1166 | ↘1156 |
| 2017  | 2018  |       |       |       |       |       |
| ↘1141 | ↘1106 |       |       |       |       |       |

## Состав сельского поселения
В состав сельского поселения входит 1 населённый пункт:
| № | Населённый пункт | Тип населённого пункта       | Население |
| - | ---------------- | ---------------------------- | --------- |
| 1 | Афанасьевка      | село, административный центр | ↘1156     |